# هوی متال (فیلم)
هوی متال (به انگلیسی: Heavy Metal) یک پویانمایی بزرگسالان در سبک خیال‌پردازی علمی و به‌صورت چندبخشی محصول سال ۱۹۸۱ کانادا به کارگردانی جرالد پاترون (در نخستین تجربه کارگردانی خود) و به تهیه‌کنندگی ایوان رایتمن و لئونارد موگل است. لئونارد موگل همچنین ناشر مجله هوی متال بود که این فیلم بر اساس آن ساخته شده است. در داستان این فیلم، یک گوی درخشان دختری جوان را با یک رشته ماجراهای ترسناک و فانتزی سیاه روبرو می‌کند.
در این فیلم، صداپیشگان مطرحی همچون راجر آلبرت بومپاس، جکی باروز، جان کندی، جو فلاهرتی، دان فرانکس، مارتین لاووت، مریلین لایتستون، یوجین لوی، آلیس پلایتن، هارولد ریمیس، پرسی رودریگز، سوزان رومن، ریچارد رومانس، آوگوست شلنبرگ، جان ورنن و زال یانوفسکی به ایفای نقش پرداخته‌اند. فیلمنامه توسط دنیل گولدبرگ و لن بلوم نوشته شده است.
این فیلم شامل چندین داستان علمی-تخیلی و فانتزی مختلف است که همگی با یک تم مشترک به‌هم پیوند می‌خورند: نیرویی شیطانی که «مجموع همه شرارت‌ها» است. فیلم از مجله Heavy Metal و داستان‌های اصیل در همان سبک الهام گرفته شده است. مانند مجله، این فیلم نیز حاوی خشونت، محتوای جنسی و برهنگی فراوان است. برای تسریع تولید، چندین استودیو پویانمایی به‌طور هم‌زمان روی بخش‌های مختلف فیلم کار کردند.
پس از اکران، فیلم با نظرات متفاوتی از سوی منتقدان مواجه شد، اما از نظر تجاری موفقیت متوسطی داشت و به مرور زمان به یک اثر کالت تبدیل شد. موسیقی متن این فیلم که توسط مدیر موسیقی ایروینگ آزوف گردآوری شده بود، شامل آثار چندین گروه و هنرمند معروف سبک راک بود، از جمله بلک سبث، بلو اویستر کالت، سمی هیگار، دن فلدر، چپ تریک، DEVO، جرنی و نازارث (گروه موسیقی).
یک دنباله با عنوان هوی متال ۲۰۰۰ در سال ۲۰۰۰ منتشر شد.

## داستان

### فرود نرم
تیتراژ ابتدایی فیلم بر اساس کمیک فرود نرم اثر دان اوبانون و توماس وارکنتین ساخته شده است.
داستان این بخش با یک شاتل فضایی که در مدار زمین قرار دارد آغاز می‌شود. درب‌های محفظه شاتل باز می‌شود و یک شورلت کوروت (نسل اول-سی۱) مدل ۱۹۶۰ از آن خارج می‌شود. یک فضانورد که در این خودرو نشسته است، از جو زمین عبور کرده و در یک دره بیابانی فرود می‌آید.
عوامل تولید
- جیمی موراکامی و جان برونو (جلوه‌های ویژه) – کارگردانان
- جان کوتس – تهیه‌کننده
- دان اوبانون – نویسنده
- توماس وارکنتین – کارگردان هنری

موسیقی
- "Radar Rider" اثر ریگز

استودیو
- MGM Titles
- T.V. Cartoons Ltd

### گریمالدی
در داستان چارچوب (داستان قاب)، فضانوردی به نام گریمالدی به خانه می‌رسد و توسط دخترش استقبال می‌شود. او به دخترش می‌گوید که چیزی برای نشان دادن دارد. هنگامی که او کیفش را باز می‌کند، یک کره سبزرنگ کریستالی از آن خارج شده و او را ذوب می‌کند. این کره به دختر وحشت‌زده خود را به عنوان «مجموع همه شرارت‌ها» معرفی می‌کند. دختر با نگاه به این گوی، که با نام لوک-نار (Loc-Nar) شناخته می‌شود، می‌بیند که این شی چگونه بر جوامع مختلف در طول زمان و فضا تأثیر گذاشته است.
بازیگران
- پرسی رودریگز (بدون نام در تیتراژ) در نقش لوک-نار
- دان فرانکس در نقش گریمالدی
- کارولین سمپل در نقش دختر

عوامل تولید
- هارولد ویتاکر – کارگردان
- جان هالاس – تهیه‌کننده

استودیو
- Halas & Batchelor Animation Ltd

### "هری کنیون"
داستان اصلی نوشتهٔ دنیل گولدبرگ و لن بلوم؛ بر اساس The Long Tomorrow اثر ژان ژیرو.
در سال ۲۰۳۱، در نیویورکی تاریک و پر از جنایت، یک راننده بدبین تاکسی به نام هری کنیون روز خود را به سبک فیلم نوآر روایت می‌کند و از مسافران خود و تلاش‌های مکرر برای سرقت از او گله می‌کند، که همه را با استفاده از یک تفنگ تجزیه‌کننده نصب‌شده در پشت صندلی‌اش خنثی می‌کند. او به‌طور تصادفی وارد ماجرایی می‌شود که در آن دختری جوان با موهای قرمز را از دست رودنیک، یک گانگستر که پدر او را به قتل رسانده، نجات می‌دهد. دختر توضیح می‌دهد که پدرش لوک-نار را کشف کرده بود و آن‌ها توسط افرادی که به دنبال دستیابی به آن هستند، بی‌وقفه تعقیب می‌شوند.
هری دختر را به آپارتمان خود می‌برد و با او رابطه برقرار می‌کند. او تصمیم می‌گیرد لوک-نار را به رودنیک بفروشد و پول را با هری تقسیم کند. در زمان معامله، رودنیک توسط لوک-نار نابود می‌شود و دختر تلاش می‌کند هری را دور بزند و تمام پول را برای خود نگه دارد. او اسلحه می‌کشد، اما هری از تفنگ تجزیه‌کننده خود استفاده کرده و او را نابود می‌کند. هری پول را برای خود نگه می‌دارد و این ماجرا را به‌عنوان «دو روز سفر با یک انعام فوق‌العاده» توصیف می‌کند.
بازیگران
- هاروی اتکین در نقش بیگانه، نوچه
- جان کندی (بازیگر) در نقش گروهبان میز
- مریلین لایتستون در نقش فاحشه
- سوزان رومن در نقش دختر، ماهواره
- ریچارد رومانس در نقش هری کنیون
- ال وکسمن در نقش رودنیک

عوامل تولید
- پینو ون لمسویر – کارگردان
- دبلیو. اچ. استیونز جونیور – تهیه‌کننده
- ویک اتکینسون – تهیه‌کننده
- دنیل گولدبرگ – نویسنده
- لن بلوم – نویسنده

موسیقی
- "Veteran of the Psychic Wars" از بلو اویستر کالت
- "True Companion" از دانلد فگن
- "Blue Lamp" از استیوی نیکس
- "Open Arms" از جرنی
- "Heartbeat" از Riggs

استودیو
- آتکینسون فیلم آرتز

### "دن"
بر اساس شخصیتی به همین نام اثر ریچارد کوربن.
یک نوجوان خجالتی و عادی یک «شهاب‌سنگ سبز» را در نزدیکی خانه‌اش پیدا کرده و به مجموعه سنگ‌های خود اضافه می‌کند. در طول یک آزمایش رعد و برق، این گوی او را به دنیای ناورور (Neverwhere) می‌فرستد، جایی که او به یک مرد عضلانی و برهنه به نام دن تبدیل می‌شود، که مخفف نام او «دیوید الیس نورمن» (David Ellis Norman) است.
در این دنیا، دن شاهد یک مراسم عجیب است و یک زن جوان زیبا را که قرار است به کاتولو قربانی شود، نجات می‌دهد. پس از رسیدن به امنیت، او خود را کاترین ولز از مستعمره بریتانیایی جبل‌الطارق معرفی می‌کند. این دو رابطه‌ای صمیمانه برقرار می‌کنند، اما توسط افراد آرد، یک مرد جاودانه که به دنبال دستیابی به لوک-نار است، دستگیر می‌شوند.
دن موفق به فرار می‌شود و پس از ماجراجویی‌هایی، از لوک-نار چشم‌پوشی کرده و با کاترین به سوی افق می‌رود و تصمیم می‌گیرد در دنیای ناورور بماند. در همین حال، لوک-نار به آسمان می‌رود و در یک ایستگاه فضایی فرود می‌آید، جایی که فرد دیگری آن را پیدا می‌کند.
بازیگران
- جان کندی (بازیگر) در نقش دن
- جکی باروز در نقش کاترین ولز
- مارتین لاووت در نقش آرد
- مریلین لایتستون در نقش ملکه
- آوگوست شلنبرگ در نقش نورل

عوامل تولید
- جک استوکس – کارگردان
- جری هیبرت – تهیه‌کننده
- ریچارد کوربن – نویسنده

استودیو
- Votetone

### "کاپیتان استرن"
بر اساس کاپیتان استرن، شخصیتی به همین نام که توسط برنی رایتسون خلق شده است.
در یک ایستگاه فضایی، کاپیتان فضایی فاسد کاپیتان استرن به دلیل اتهامات سنگین از جمله ۱۲ مورد قتل عمد، ۱۴ مورد سرقت مسلحانه از اموال فدراسیون، ۲۲ مورد دزدی دریایی در فضای آزاد، ۱۸ مورد کلاهبرداری، ۳۷ مورد تجاوز و یک تخلف رانندگی در حال محاکمه است. او برخلاف توصیه وکیلش چارلی، ادعای بی‌گناهی می‌کند و توضیح می‌دهد که انتظار دارد تبرئه شود زیرا به شاهدی به نام هانوور فیسته رشوه داده است.
اما وقتی فیسته برای شهادت دادن فراخوانده می‌شود، لوک-نار او را تحت تأثیر قرار می‌دهد و باعث می‌شود که اعترافات مخربی را دربارهٔ استرن بیان کند. فیسته سپس به یک غول عظیم‌الجثه تبدیل شده و استرن را در سراسر ایستگاه فضایی تعقیب می‌کند و ویرانی به بار می‌آورد. در نهایت، استرن به او پرداخت وعده‌داده‌شده را می‌دهد و فیسته به شکل ضعیف قبلی خود بازمی‌گردد. استرن در این لحظه او را به درون یک دریچه می‌اندازد و به فضای بیرون پرت می‌کند.
لوک-نار وارد جو زمین می‌شود در حالی که دست قطع‌شده و در حال سوختن فیسته همچنان به آن چسبیده است.

### بازیگران
- راجر آلبرت بومپاس در نقش هانوور فیسته
- جو فلاهرتی در نقش چارلی، وکیل
- داگلاس کنی در نقش رگولیان
- یوجین لوی در نقش کاپیتان لینکلن اف. استرن
- جان ورنن در نقش دادستان

### عوامل تولید
- جولیان سوچوپا – کارگردان
- پل سبلا – کارگردان
- برنی رایتسون – نویسنده

### موسیقی
- "Reach Out" اثر Cheap Trick

### استودیو
- Boxcar Animation Studios Inc

### «سرزمین ناورور»
به دلیل محدودیت زمانی، بخشی به نام "سرزمین ناورور" که قرار بود "کاپیتان استرن" را به "بی-۱۷" متصل کند، حذف شد.
این داستان به تأثیر لوک-نار بر تکامل یک سیاره می‌پردازد، از زمانی که لوک-نار در یک پهنه آبی فرود می‌آید، باعث آغاز عصر صنعتی می‌شود و منجر به جنگ جهانی می‌گردد. این داستان اصلی توسط کورنلیوس کول سوم خلق شده است.
انیمیشن اولیه این بخش با موسیقی ابتدایی قطعه "زمان (ترانه پینک فلوید)" از پینک فلوید همگام شده بود. نسخه وی‌اچ‌اس سال ۱۹۹۶ این بخش را در انتهای نوار قرار داده بود. در نسخه دی‌وی‌دی، این بخش به‌عنوان ویژگی اضافه شده است. در هر دو نسخه منتشرشده، این بخش با موسیقی "Passacaglia" از Magnificat، ساخته و رهبری‌شده توسط کریستف پندرسکی همراه است و انیمیشن آن توسط Duck Soup Produckions تولید شده است.

### "بی-۱۷"
یک بوئینگ بی-۱۷ فلایینگ فورترس متعلق به جنگ جهانی دوم با نام مستعار مروارید آرام در حین انجام یک مأموریت بمباران دشوار به شدت آسیب می‌بیند و تمامی خدمه آن به جز خلبان و کمک‌خلبان بر اثر تیراندازی کشته می‌شوند.
هنگامی که بمب‌افکن به سختی به سمت پایگاه بازمی‌گردد، کمک‌خلبان برای بررسی وضعیت خدمه به عقب می‌رود و با اجساد آن‌ها روبرو می‌شود. او متوجه لوک-نار می‌شود که هواپیما را تعقیب می‌کند. پس از اطلاع دادن به خلبان و بازگشت به کابین، لوک-نار به هواپیما برخورد می‌کند و اجساد خدمه را به عنوان زامبی زنده می‌کند. کمک‌خلبان کشته می‌شود، اما خلبان با چتر نجات فرار می‌کند.
او در جزیره‌ای فرود می‌آید که در آنجا قبرستانی از هواپیماهای سقوط‌کرده از دوره‌های مختلف و خلبانان زامبی آن‌ها را می‌بیند که او را محاصره می‌کنند و سرنوشت وحشتناکی برای او رقم می‌زنند.

### بازیگران
- دان فرانکس در نقش کمک‌خلبان (هولدن)
- جورج تولیاتوس در نقش خلبان (اسکیپ)
- زال یانوفسکی در نقش ناوبر

### عوامل تولید
- بری نلسون – کارگردان
- دبلیو. اچ. استیونز جونیور – تهیه‌کننده
- دان اوبانون – نویسنده

### موسیقی
- "Heavy Metal (Takin' a Ride)" اثر دن فلدر

=== استودیو
- Atkinson Film-Arts

### "چنان زیبا و چنان خطرناک"
بر اساس کمیکی به همین نام اثر آنگوس مک‌کی.
دکتر آنراک، یک دانشمند برجسته، به پنتاگون برای شرکت در جلسه‌ای دربارهٔ جهش‌های مرموزی که ایالات متحده را گرفتار کرده، وارد می‌شود. در این جلسه، او سعی می‌کند این وقایع را بی‌اهمیت جلوه دهد. اما زمانی که لوک-نار را در گردنبند گلوریا، منشی زیبا و برجسته می‌بیند، رفتارهای غیرعادی از خود نشان داده و او را فتیش پستان می‌کند.
یک سفینه فضایی عظیم از سقف ساختمان وارد شده و دکتر و به‌طور تصادفی گلوریا را می‌رباید. روبات سفینه که از دست آنراک (که در واقع یک اندروید معیوب است) عصبانی است، با دیدن گلوریا نظرش عوض می‌شود. با کمک خلبان بیگانه ادسل و کمک‌خلبان زیک، روبات گلوریا را متقاعد می‌کند که در سفینه بماند و با او ربات سکس داشته باشد (هرچند این بخش به‌طور مستقیم نمایش داده نمی‌شود).
در همین حال، ادسل و زیک مقدار زیادی از یک ماده مخدر پودری به نام Plutonian Nyborg را استنشاق می‌کنند و در میان کیهان سرگردان می‌شوند. آن‌ها که به شدت نشئه هستند، با یک ایستگاه فضایی عظیم برخورد می‌کنند، اما آسیبی نمی‌بینند.

### بازیگران
- راجر بومپاس در نقش دکتر آنراک
- جان کندی (بازیگر) در نقش روبات
- جو فلاهرتی در نقش ژنرال
- یوجین لوی در نقش خبرنگار مرد / ادسل
- آلیس پلایتن در نقش گلوریا
- هارولد ریمیس در نقش زیک
- پتی دوورکین در نقش خبرنگار زن
- وارن مانسون در نقش سناتور

### عوامل تولید
- جان هالاس – کارگردان
- آنگوس مک‌کی – نویسنده

### موسیقی
- "Queen Bee" اثر Grand Funk Railroad
- "I Must Be Dreamin'" اثر Cheap Trick
- "Crazy? (A Suitable Case for Treatment)" اثر نازارث
- "All of You" اثر دن فلدر
- "Prefabricated" اثر Trust
- "Heavy Metal" اثر سمی هیگار

### استودیو
- Halas & Batchelor Animation Ltd

### "تارنا"
داستان اصلی نوشتهٔ دنیل گولدبرگ و لن بلوم؛ بر اساس آرزاک (Arzach) اثر ژان ژیرو.
لوک-نار، این بار به اندازه یک شهاب‌سنگ عظیم، در دهانه یک آتشفشان در جهانی دیگر سقوط می‌کند و گروهی بزرگ از افراد کنجکاو را به خود جلب می‌کند. هنگامی که آن‌ها شروع به بالا رفتن از آتشفشان می‌کنند، آتشفشان فوران می‌کند و ماده‌ای سبز رنگ آن‌ها را می‌پوشاند و آن‌ها را به یک ارتش بربر شرور تبدیل می‌کند. این جهش‌یافتگان به شهری از دانشمندان صلح‌جو حمله می‌کنند.
در ناامیدی، رهبران شهر به‌طور ذهنی با تاراکیان، نژاد جنگجویان قدرتمندی که اکنون رو به زوال هستند و شهر با آن‌ها پیمانی داشته، تماس می‌گیرند، اما شهر پیش از رسیدن کمک سقوط می‌کند.
تارنا، یک جنگجوی زیبا و خاموش و آخرین بازمانده از تاراکیان، پیام را دریافت می‌کند. پس از آماده‌سازی آیینی، او و پرنده سواری‌اش به شهر محاصره شده پرواز می‌کنند و اجساد شهروندان را می‌یابند. با عزم انتقام، تارنا مسیر قاتلان را دنبال می‌کند و با گروهی از بربرهای جهش‌یافته مواجه می‌شود. او آن‌ها را می‌کشد و با اطلاعات بیشتری به سوی اردوگاه جهش‌یافتگان حرکت می‌کند، اما اسیر می‌شود.
تارنا مورد شکنجه قرار می‌گیرد و بی‌هوش به درون گودالی پرتاب می‌شود. پرنده‌اش فرار کرده و او را نجات می‌دهد. تارنا برای نابود کردن لوک-نار به سوی آن می‌رود، اما جهش‌یافتگان او را تعقیب می‌کنند و پرنده‌اش را سرنگون می‌کنند. رهبر جهش‌یافتگان در نبردی تا سر حد مرگ با تارنا روبه‌رو می‌شود و او را زخمی می‌کند، اما تارنا موفق می‌شود او را بکشد.
در آخرین لحظات خود، تارنا و پرنده‌اش به سوی آتشفشان پرواز می‌کنند. لوک-نار او را تهدید می‌کند و می‌گوید که قربانی کردن خود بیهوده است، اما تارنا به تهدیدها توجه نمی‌کند و قدرت جادویی شمشیرش را آزاد کرده و به درون آتشفشان شیرجه می‌زند، لوک-نار را نابود می‌کند.

### بازیگران
- پرسی رودریگز (نامش در تیتراژ ذکر نشده) در نقش لوک-نار
- تور بیشاپریک در نقش پسر
- ند کانلون در نقش عضو شورای شماره ۱
- لن دونچف در نقش بربر شماره ۱
- دان فرانکس در نقش بربر شماره ۲
- جوزف گولند در نقش عضو شورای شماره ۲
- چارلز جولیف در نقش عضو شورای شماره ۳
- ماور مور در نقش ریش‌سفید
- آوگوست شلنبرگ در نقش تاراک
- سدریک اسمیت در نقش متصدی بار
- جورج تولیاتوس در نقش بربر شماره ۳
- ولاستا ورانا در نقش رهبر بربرها
- زال یانوفسکی در نقش بربر شماره ۴

### موسیقی
- "E5150" اثر بلک سبث
- "The Mob Rules" اثر بلک سبث
- "Through Being Cool" اثر DEVO

### "پایان‌نامه"
با پایان یافتن آخرین داستان، لوک-ناری که دختر را ترسانده بود، بی‌ثبات می‌شود و شروع به تجزیه می‌کند. دختر از خانه خود می‌گریزد و لوک-نار منفجر شده و عمارت را نیز نابود می‌کند.
پرندهٔ سواری تارنا که دوباره متولد شده، در بیرون ظاهر می‌شود و دختر با خوشحالی سوار بر آن به پرواز در می‌آید. سپس آشکار می‌شود که روح تارنا در دختر تناسخ یافته و او را به یک تاراکی جدید تبدیل کرده است.

### بازیگران
- پرسی رودریگز (نامش در تیتراژ ذکر نشده) در نقش لوک-نار

### موسیقی
- "Working in the Coal Mine" اثر DEVO

### تولید
ایوان رایتمن قراردادی با کلمبیا پیکچرز برای ساخت یک فیلم پویانمایی منعقد کرد و از جرالد پاترون خواست که این پروژه را نظارت کند.
فیلم‌نامه اولیه شامل آرزاک به‌عنوان دستگاه روایی فیلم بود، اما پس از آنکه ژان ژیرو اجازه استفاده از شخصیت‌هایش را نداد، این فیلم‌نامه کنار گذاشته شد. لن بلوم و دنیل گولدبرگ شخصیت تارنا و گوی سبز (لوک-نار) را خلق کردند. طراحی شخصیت تارنا توسط کریس آکیلئوس انجام شد.
مایکل میلز برای ساخت بخش‌های آغازین و پایانی فیلم استخدام شد، اما بازنویسی‌های مکرر فیلم‌نامه باعث شد که این بخش‌ها چندین بار دوباره طراحی شوند. رایتمن که از هزینه‌های بالا ناراضی بود، از پرداخت پول به میلز خودداری کرد. میلز شکایت کرد و پرونده خارج از دادگاه حل و فصل شد. سپس رایتمن جیمی موراکامی را برای ساخت مقدمه‌ای جدید استخدام کرد.
Atkinson Film-Arts بخش هری کنیون را به کارگردانی پینو ون لمسویر و بخش بی-۱۷ را به کارگردانی بری نلسون انیمیت کرد. کاپیتان استرن توسط Boxcar Films و به کارگردانی پل سبلا و جولیان سوچوپا ساخته شد. Halas and Batchelor و TVC سایر بخش‌ها را انیمیت کردند. تارنا در مونترال توسط تیمی شامل ۱۱ طراح، ۳۰ انیماتور و ۵۴ دستیار به کارگردانی جان برونو (جلوه‌های ویژه) ساخته شد. خوزه آبل، دنی آنتونوچی و زدنکو گاشپاروویچ نیز بر روی تارنا کار کردند.
انیماتور رابرت بالسر بخش دن را برای این فیلم کارگردانی کرد.
این فیلم از تکنیک روتوسکپی در چندین نما استفاده می‌کند. این فرایند شامل فیلم‌برداری از مدل‌ها و بازیگران و سپس ردیابی آن‌ها بر روی فیلم است.
همچنین در بخش چنان زیبا و چنان خطرناک یک نمای کوتاه از پنتاگون وجود دارد که حاوی تصویر تولیدشده توسط کامپیوتر است.